# 宇宙戰艦山本洋子系列角色列表
宇宙戰艦山本洋子系列角色列表是在庄司卓《宇宙戰艦山本洋子》系列小說中所出現的角色資料，並有《宇宙戰艦山本洋子》電視動畫中原創角色資料。

## TERRA成員

### ESTSANATLEHI 隊（エスタナトレーヒ チーム）
TERRA艦隊所屬分艦隊，由四隻宇宙戰艦組成。 
來自西元一九九九年

#### 山本洋子
- 日文：
- 聲優：高山南 （日本）；林元春（香港）；林凱羚（台灣）

本作的第一女主角。TERRA艦隊成員，高中學生。
運動和學業成績總是排第一名，所以她經常被各運動社團以電子遊戲光碟為報酬做「捉刀人」。
她有一個秘密，就是進入3號運動儲物室的時光隧道，穿越到30世紀參加宇宙戰爭代表TERRA公司參賽。
一度因為意外而失憶，回到普通的高中生生活，但後來被同學委託調查3號運動儲物室鬧鬼的謎團而恢復記憶，再度參加宇宙戰爭。

#### 御堂圓
- 日文：
- 聲優：林原惠 （日本）；梁少霞（香港）

本作的女主角，TERRA艦隊成員，高中學生。
特徵是闊而光滑的大額頭，本人最討厭被人取笑她這樣。亦都因為額前伸出兩條呆毛，被洋子取了「大額頭螳螂」的花名。
自一年生時第一天上學因為被洋子擋路而遲到後，視她為宿敵，但在各方面總是無法超越她而停留在第二名的位置。
後來揭發了洋子等人的秘密，加入TERRA艦隊成為洋子的伙伴，亦苦練駕駛技術克服了空間暈眩正式參賽。

#### 白鳳院綾乃．伊利莎白
- 日文：
- 聲優：宮村優子 （日本）；盧素娟（香港）

本作的女主角，TERRA艦隊成員，高中學生。
出身自傳統的家族，祖父是柔術師傅。
洋子的青梅竹馬。
因為一次比武時一度打傷了對手，所以對任何比賽產生恐懼感，後來被洋子挖角參與未來的宇宙艦隊戰後，成功克服這個陰影。

#### 松明屋紅葉
- 日文：
- 聲優：新山志保→雪乃五月（日本）；黃麗芳（香港）

本作的女主角，TERRA艦隊成員，高中學生。
操關西腔。
未來時間

#### 哥帝斯．羅森
- 中文版漫畫譯作卡提斯．羅森。
- 日文：
- 聲優：松本保典（日本）；郭志權（香港）；符爽（台灣）

Estsanatlehi分艦隊的機械工程師，TA-2系戰艦的設計師。

#### 芮娜．莉安
- 中文版漫畫譯作里昂。
- 日文：
- 聲優：勝生真沙子（日本）；袁淑珍（香港）

競賽場艦(パドック艦)Estsanatlehi號及Estsanatlehi分艦隊的指揮官。被稱為「莉安提督」。